# Schoenocaulon intermedium
Schoenocaulon intermedium är en nysrotsväxtart som beskrevs av John Gilbert Baker. Schoenocaulon intermedium ingår i släktet Schoenocaulon och familjen nysrotsväxter. Inga underarter finns listade.